# Хуан Руис
 Хуан Руис  (шп. Juan Ruiz), познат и као архипрезвитер из Ите (шп. arcipreste de Hita), био је шпански средњовековни писац, песник и клерик. Он је најзначајније име шпанске средњовековне поезије. Његово једино познато дело „Књига о доброј љубави“(шп. Libro de buen amor) спада у епику и обично се сврстава у дидактичко-новелистичку и алегоријску епику.

## Значење титуле
Архипрезвитер је титула свештеника који руководи парохијом једне епархије. Ова реч потиче из латинског и грчког језика. У преводу значи први међу презвитерима или изнад свих свештеника. Углавном је то најстарији свештеник по рангу. Презвитери су одређени за пастирску улогу, да проповедају и поучавају и руководе заједницом у духовном животу. Они су потчињени епископу по служби и власти. Раније, примарна функција архипрезвитера у католичкој цркви била је да замени епископа у церемонијама, услед нпр. болести. Ово звање се користи и католичкој, као и у православној цркви.

## Биографија
Постоји врло мало информација о животу Хуана Руиса и све што се зна о њему је сакупљено из аутобиографских делова његове Књиге о доброј љубави. Несумњиво је био црквено лице у Ити (шп. Hita), малом месту близу Алкале де Енарес (шп. Alcalá de Henares).
Хуан Руис је рођен око 1284. године највероватније у Алкали де Енарес, родном месту Мигела де Сервантеса. Претпоставља се да је студирао у Толеду.

### Боравак у затвору
У рукопису из Саламанке пише:  „Ово је књига Архипрезвитера из Ите који је био затворен по наређењу кардинала Хила, архиепископа Толеда“. Овај текст потписује преписивач Алфонсо Парадинас. Због тога се верује да га је тадашњи надбискуп из Толеда Хил де Алборнос(шп. Gil de Albornoz) бацио у тамницу из данас недовољно јасних разлога. Такође, у верзији из 1343. године се појављују неке строфе на почетку и на крају књиге које говоре о затвору у ком се песник налази. На основу ових података дискутује се да ли је затвор био алегоричан или стваран. Два најзначајнија представника једне и друге теорије, Дамасо Алонсо и Марија Роса Лида, признају могућност да хипотеза супортна од оне које представљају може бити тачна. Дамасо Алонсо говори како је могуће да Архипрезвитер из Ите жели да наведе читаоце да мисле како је он у затвору и да се не може доказати да ли је био у стварности. Марија Роса Лида закључује да је могуће да песник примени истиниту ситуацију у литерарној форми.

### Смрт
Немогуће је у овом тренутку утврдити хронолошку биографију Хуана Руиса. Документовано је да од 1351. године више није био архипрезвитер из Ите, већ Педро Фернандес. Претпоставља се да је умро нешто раније, мада то није сигурно.

## Клеричка песничка вештина
Клеричка песничка вештина (шп. Mester de clerecía) јавља се у 13. веку у делима образованих људи. Clerecía је означавала образоване људе (шп. clérigos). Дела ове песничке школе уносе у шпанску поезију многе тематске и метричке новине. Теме су биле религиозне, углавном маријанске, затим дидактичко-моралистичке, као и забавне. Најважнија одлика клеричке песничке школе је нови метрички облик који припадници ове школе користе за своје песме. Cuaderna vía представља строфу од четири стиха. Стихови су четрнаестерци, а деле се на два полустиха. Такав стих се назива александринац (шп. alejandrino). Најзначајнији представници ове школе су Гонсало де Берсео (шп. Gonzalo de Berceo)и Хуан Руис (шп. Juan Ruiz).

## Књига добре љубави
Поетска књига Хуана Руиса, данас позната под називом Libro de buen amor , представља, и садржајно, и метрички синтезу епског и лирског песништва. По својој структури, садржини, и метричкој форми она првенствено припада епској поезији. Архипрезвитер из Ите је јединствена појава шпанске средњевековне књижевности. Један од првих писаца чије је име остало сачувано све до данас. Он је представник грађанске класе која се полако ствара и њених погледа на живот. У своме једином написаном делу, верује се, у четвртој деценији 14. века, он је изразио своју веома особену визију кастиљанског друштва тог доба.
Његова књига се углавном тумачи као поетски начин разграничавања два типа љубави : buen amor (чиста, узвишена љубав) и loco amor (овоземаљска, телесна љубав) . Ова књига је својим највећим делом сачињена од наративних песама написаних у складу са правилима ,, клеричке песничке вештине ”, у којима се уочава изузетна песникова обдареност за живо, непосредно и занимљиво приповедање. Те наративне песме су увек написане у дугом стиху. Књига међутим садржи известан број лирских песама, које су изузетно значајне, како због своје неоспорне уметничке вредности, тако и као драгоцено сведочанство о постојању извесних лирских врста у кастиљанској поезији тог времена.

## Заоставштина
Руисов утицај се може приметити у делу El Corbacho које је написао голијард Алфонсо Мартинес де Толедо (шп. Alfonso Martínez de Toledo), архипрезвитер из Талавере. Голијарди су били клерици који су неговали поезију написану на латинском, у којој су се подругивали црквеној хијерархији. Такође су писали и похвале вину. Маркиз од Сантиљане (шп. Marqués de Santillana) је веома поштовао Хуана Руиса, а о томе да је његов утицај прелазио границе Шпаније сведоче нам сачувани делови португалске верзије „Књиге добре љубави“. Руис се сматра једним од најбитнијих личности шпанске средњовековне поезије.